# Portugáliai Eleonóra aragóniai királyné
Portugáliai Eleonóra aragóniai királyné (*1328. február 3., Portugália - 1348. október 19., Exerica) portugál királyi hercegnő, házassága révén aragón királyné.

## Élete, származása
Édesapja IV. Alfonz portugál király, Dénes portugál király és Szent Erzsébet aragón hercegnő egyetlen fia.
Édesanyja Beatrix kasztíliai hercegnő, IV. Sancho kasztíliai király és Maria de Molina legkisebb gyermeke.
Eleonóra volt szülei legkisebb gyermeke, hat testvére volt, azonban a felnőttkort csak a későbbi I. Péter portugál király és Mária kasztíliai királyné

### Házassága
Eleonóra 1347. november 19-én feleségül ment IV. Péter aragóniai királyhoz, akinek ő lett a második felesége. A király első felesége Navarrai Mária 1347. áprilisában halt meg gyermekszülésben. Eleonórától azt várták, hogy életképes fiúgyermeket szüljön férjének. Házasságuk azonban gyermektelen maradt, hiszen Eleonóra nem egészen egy évvel a házasságkötés után a pestis áldozata lett. Fiú utód nélküli férje a következő évben feleségül vette Szicíliai Eleonórát, aki végre életképes fiút szült férjének. Majd Péter negyedik felesége Fortià Szibilla lett.
| Előző Navarrai Mária | Aragónia királynéja 1347–1348 | Következő Szicíliai Eleonóra |

| Előző Navarrai Mária | Valencia királynéja 1347 – 1348 | Következő Szicíliai Eleonóra |

| Előző Navarrai Mária | Szardínia királynéja 1347 – 1348 | Következő Szicíliai Eleonóra |

1. 1 2  Kindred Britain
2. ↑  Leo van de Pas: Genealogics (angol nyelven), 2003